# Parahormius falsus
Parahormius falsus är en stekelart som beskrevs av Sergey A. Belokobylskij 1990. Parahormius falsus ingår i släktet Parahormius och familjen bracksteklar. Inga underarter finns listade i Catalogue of Life.